# Guilty (album de Hugh Cornwell)
Pour les articles homonymes, voir Guilty.
Albums de Hugh Cornwell
Wired
(1993) Hi Fi
(2000)
Guilty est un album de Hugh Cornwell sorti en 1997 et produit par Laurie Latham qui avait produit l'album Aural Sculpture des Stranglers. Il a fait l'objet d'une sortie aux USA en 1999 sous le titre Black Hair, Black Eyes, Black Suit et sur le label Velvel.

## Titres
1. One Burning Desire
2. Snapper
3. Nerves of Steel
4. Black Hair Black Eyes Black Suit
5. Hot Head
6. Endless Day Endless Night
7. Five Miles High
8. Sravandrabellagola
9. Long Dead Train
10. Torture Garden
11. House of Sorrow

## Musiciens
- Hugh Cornwell - guitares, banjo, chant
- Steve Lawrence - basse, chœurs
- Phil Andrews - claviers, chœurs
- Chris Bell - batterie, percussions
- Laurie Latham - percussions

## Équipe de production
- Laurie Latham - producteur, ingénieur du son
- Ray Mascarenas - assistant ingénieur